# Ammar Abd Rabbo
Ammar Abd Rabbo (en arabe : عمّار عبد ربّه) est un journaliste et photographe français et syrien, né à Damas le 13 octobre 1966.

## Biographie
Il a vécu à Tripoli (Libye) et à Beyrouth (Liban), avant de s’installer en France à l’âge de 12 ans. Ancien élève de « l’Institut d'études politiques de Paris », (ou «Sciences Po»), il commence en 1990 à travailler pour différentes agences de presse internationales et réalise de nombreux reportages, essentiellement dans le monde arabe. Il travaille notamment avec les agences parisiennes Sygma, Sipa Press et Abaca Press. Il crée par ailleurs une agence spécialisée sur l'actualité du monde arabe "Balkis Press".
En 1999, il critique le festival de photo journalisme de Perpignan "Visa Pour l'Image", craignant qu'il ne devienne un "ghetto des images d'un monde souffrant". 
En mars 2003, Ammar Abd Rabbo couvre les bombardements sur la capitale irakienne Bagdad. Il raconte dans une interview au quotidien Le Monde son quotidien sur place,.
Sous le nom d' "Ammar Le Syrien", il est l'un des personnages secondaires du roman de l'écrivain français Marc-Édouard Nabe "Printemps de Feu", publié en septembre 2003
En juin 2004, il dénonce les dons d'un proche du colonel Kadhafi à l'association Reporters sans frontières (RSF).
Il présente en janvier 2011 une exposition importante au Centre Culturel Français de Damas (Syrie), qui retrace ses 20 ans de reportages photographiques, des coulisses de concert de Michael Jackson aux inondations causées par l’ouragan Katrina à La Nouvelle-Orléans. L'exposition est soutenue par l'ambassade de France en Syrie et reçoit la visite de différents ministres. Un catalogue de l'exposition est édité, préfacé par l'Ambassadeur de France en Syrie Éric Chevallier et le sculpteur syrien Mustapha Ali.
À cette occasion, il annonce plus de deux millions et demi de visiteurs sur sa galerie Flickr. Il est alors critiqué sur certains sites internet et qualifié de "photographe de tyrans et de dictateurs".
En février-mars 2011, il expose à Alep, au nord de la Syrie. Dans son éditorial du 6 avril 2011, le quotidien "Le Monde" évoque cette exposition du Centre Culturel Français de Damas, en dénonçant le double langage du président syrien, mettant en scène son intimité pour les photographies, puis réprimant violemment des manifestations d'opposants .
Un an plus tard, en février 2012, c'est dans la capitale libanaise, Beyrouth, qu'il expose une série de photos de nus d'une femme enceinte. Une partie de la presse refuse de couvrir son exposition, ce qui lui permet de poser la question de la nudité et du corps de la femme dans la société
C'est alors sa première exposition artistique (où il ne montre pas de photos de presse), et il se présente comme quelqu'un d'inspiré par Andy Warhol et par la mythologie de la Mésopotamie et ses déesses de la fertilité
Il relie aussi son exposition aux Révolutions arabes. Et prend clairement position pour les Révolutions dans plusieurs pays. Il se rend en Libye en 2011 pour y couvrir la fin du régime Kadhafi, et on trouve son nom dans plusieurs manifestations de soutien à la Révolution syrienne, comme en février 2013 à l'Institut du Monde Arabe de Paris.
Auparavant, en juin 2012, il présentait à Dubaï une nouvelle exposition intitulée "Follow The Leader" ("Suivez le Leader"), présentant des photographies de personnalités politiques aussi diverses que la reine d'Angleterre ou le colonel Kadhafi.
Il participe à Rome à partir du 3 juillet 2013 à l'exposition 'the sea is my land' (commissaires d'expo : Francesco Bonami et Emanuela Mazzonis) au musée MAXXI
Abd Rabbo a signé plus d'une cinquantaine de couvertures de magazines très différents comme "Paris Match", "Der Spiegel", "Le Point", "L'Express", "Laha"...
Le mensuel "Afrique Magazine" consacre plusieurs pages de son numéro d'août-septembre 2011 à son travail, sous le titre "Sur les Chemins du Monde" .
À partir de 2012, il photographie plusieurs actions des féministes de Femen.
Il expose en novembre 2014, en marge du "Mois de la Photo" à Paris une série de photos de la ville d'Alep, au nord de la Syrie, et dénonce la représentation de la guerre dans les médias.
Parmi ses photos les plus vues, on retient le portrait de Benazir Bhutto qui fit la couverture de l'hebdomadaire américain Time ainsi que les images de la famille du président syrien Bachar el-Assad, celles de la famille princière du Qatar, celles de l'ancien président tunisien Zine Ben Ali ou celles du roi Abdallah II et de la reine Rania de Jordanie et celles de la famille de l'ancien Premier Ministre du Liban Rafic Hariri. Il a aussi réalisé de nombreuses photos du chef libyen Mouammar Kadhafi, notamment lors du 40e anniversaire de la révolution libyenne.
Par ailleurs, il avait publié en 2001 un livre album photo des concerts du musicien français Jean-Michel Jarre à l'Acropole d'Athènes, puis en 2002 avait participé à l'ouvrage "Aero", publié par la ville d'Aalborg, au Danemark, autour du concert de Jarre dans cette ville.
En décembre 2016, il publie un livre intitulé "ALEP À Elles Eux Paix", aux éditions "Noir Blanc Etcetera" (Liban), dans lequel il présente ses photos de la ville syrienne, commentées par différents auteurs. Le recueil est présenté comme un hommage aux civils syriens.
Il est nommé au grade de Chevalier de l'ordre des Arts et Lettres, au 25 septembre 2017. Les insignes lui sont remises par le ministre de l'Education nationale Jean-Michel Blanquer, dans une cérémonie à Paris, au siège du ministère, rue de Grenelle, le 22 juin 2018.

## Vie privée
Ammar Abd Rabbo est marié depuis juin 1993, il est le père d'une fille née en 1997 et d'un garçon né en 2001.

## Expositions
- "Love Stories" (collective) - au 61, Paris, 2010.
- "20-40, 20 ans, 40 photos", (solo) au Centre Culturel Français de Damas, Syrie, janvier 2011, puis à Alep, hôtel "Carlton Citadel", de février à mars 2011.
- "Coming Soon", (solo), à la galerie Ayyam, Beyrouth, Liban, février 2012.
- "Follow The Leader" (solo), à la galerie Ayyam DIFC, Dubai, Émirats arabes unis, juin 2012.
- "The Sea Is My Land" (collective), au musée MAXXI, Rome, Italie, juillet 2013.
- "At My Feet" (collective), à Cindy Glass, Beyrouth, Liban, novembre 2013.
- "Cris-Action", (collective), à l'Institut du monde arabe, Paris, France, mai 2014.
- "ALEP : À Elles, Eux, Paix !" (solo), à la galerie Europia, Paris, France, novembre 2014.
- "ALEP : À Elles, Eux, Paix !" (solo), au lycée Marguerite de Navarre, Alençon (Normandie), France, mars 2015[30]
- "ALEP : À Elles, Eux, Paix !" (solo), au festival "Visions Sociales", au château de Mandelieu-La-Napoule, France, du 16 au 24 mai 2015
- "My Voice Rings Out for Syria" (collective), à la galerie BOX Freiraum, à Berlin, Allemagne, mai 2015[31]
- "Dismaland" (collective), l'expo "parc à thème" de Banksy, à Weston-super-Mare, en Angleterre, août-septembre 2015[32],[33]
- "Syria Off Frame" (collective), à la Fondation Benetton, à Venise, Italie, août-novembre 2015[34]
- "The Naked Truth" (solo), à la galerie Ayyam, Beyrouth, Liban, octobre 2015[35]
- "Shared Ego / Ego Partagé" (collective), à la galerie Europia, Paris, France, février 2016[36]
- "ALEP : À Elles, Eux, Paix !" (solo), au village "Katara", Doha, Qatar, mars 2016[37]
- "D'Une Méditerranée L'Autre" (collective), au FRAC PACA (Fonds Régional d'Art Contemporain - Provence Alpes Côte d'Azur), Marseille, de novembre 2016 à février 2017[38]
- "ALEP : À Elles, Eux, Paix !" (solo), à l'École Normale Supérieure (ENS), Paris, avril 2017[39]
- "Syrie, mon pays qui n'existe plus" (solo), au Palais de Beiteddine, Liban, juillet-août 2019[40]
- "IM-Matricules" (solo), à l'Institut Français du Liban, Beyrouth, Liban, septembre 2019[41]

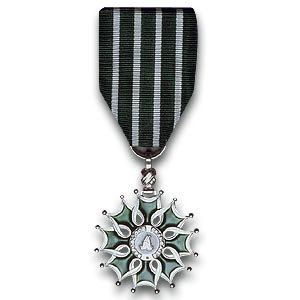

## Décoration
- Chevalier de l'ordre des Arts et des Lettres (2017)[42]